# Graneledone
Graneledone is een geslacht van inktvissen uit de familie van Megaleledonidae.

## Soorten
- Graneledone antarctica Voss, 1976
- Graneledone boreopacifica Nesis, 1982
- Graneledone challengeri (Berry, 1916)
- Graneledone gonzalezi Guerra, González & Cherel, 2000
- Graneledone macrotyla Voss, 1976
- Graneledone taniwha O'Shea, 1999
- Graneledone verrucosa (A. E. Verrill, 1881)
- Graneledone yamana Guerrero-Kommritz, 2000

### Synoniemen
- Graneledone pacifica Voss & Pearcy, 1990 => Graneledone boreopacifica Nesis, 1982
- Graneledone polymorpha Robson, 1930 => Adelieledone polymorpha (Robson, 1930)
- Graneledone setebos Robson, 1932 => Megaleledone setebos (Robson, 1932)